# Староство (Полша)
Староство (на полски: starostwo) e административна единица, действала в Кралство Полша и Великото литовско княжество. То съответства приблизително на окръзите на Царство България.
Всяко староство е било управлявано от длъжностно лице, наричано старейшина (на полски: starosta).
Староствата са съществували в Полша от XIV век. Те са били образувани от поземлените имения, принадлежащи на краля (коронна земя; на полски: królewszczyzna), и са били предоставяни на благородници за пожизнено ползване.
Единствената държавна длъжност, която била пряко подчинена на краля и представлявала централната власт на местно равнище, било именно староството. Неговият ръководител – старейшината – се назначавал пряко от краля.
В Полша е имало два вида староства:
- извънградско староство (на полски: starostwo niegrodowe; tenuta) – кралска земя, ползвана като аренда или залог, от чиято експлоатация арендаторът (наричан „старейшина“) е получавал доход, но не е имал полицейски и правоприлагащи правомощия на своята територия (извънградски старейшина).[3][1]
- градско староство (на полски: starostwo grodowe) – комплекс от кралски имения, управлявани от старейшина, приходите от които са били предназначени за неговата издръжка, съдебни, полицейски, правоприлагащи и административни дейности (градски старейшина).[1]

## Старейшина
Единствената държавна длъжност, която била пряко подчинена на краля и представлявала централната власт на местно равнище, било именно институцията на староството. Неговият ръководител – старейшината – се назначавал от краля. Той имал широки съдебни и административни правомощия и председателствал местния градски съд (пол. sąd grodzki). Както градският старейшина, така и другият вид, без обществени функции, наречен извънградски старейшина, били държатели на земите, принадлежащи към староството, и събирали всички приходи, свързани с длъжността.
Основното задължение на старейшината било да осигурява обществения ред в поверената му територия и да оповестява посланията на кралската канцелария на населението. Институцията на старостата играела ключова роля в социалната комуникация, като се грижела за поддръжката и ремонта на пътища, сигурността на главните маршрути и държавните граници.

#### Градски старейшина
Градският старейшина действал като (обикновено пожизнено избран) представител на краля в съдебните и полицейските дела и в управлението на кралските земи. Той председателствал градския съд (sąd grodzki), а за събирането и разпространението на информация отговаряла градската канцелария. Неговите правомощия и тези на подчинения нему съд обхващали предимно наказателни дела и юрисдикцията над безимотните благородници.
Най-важните дела, с които той трябвало да се занимава, били т. нар. четири старостински члена:
- нападение над дома на благородник,
- палеж,
- нападение насред обществен път,
- изнасилване.[1]

Те се смятали за най-опасните престъпления и подлежали на строго наказание.
Старостата имал също икономически, административни и съдебни правомощия над селяните в именията на староството, докато властта му над останалото население била ограничена. Той събирал – с помощта на свои подчинени – наеми, данъци и такси от гражданите, назначавал висши длъжностни лица (като съдебни изпълнители и кметове), упражнявал контрол върху финансите на градските съвети и разглеждал апелации срещу решения на някои градски съдилища (например sąd radziecki – съд на съветниците). Аналогични функции имал и спрямо еврейското население, контролирайки финансите на кагала и разглеждайки апелации срещу присъди на равинските и кагалните съдилища.

### Подчинени служители
Публичните функции старейшината възлагал на свои подчинени, които назначавал и издържал:
- Градски съдия (sędzia grodzki) – представлявал старейшината в съдебните му функции;
- Градски писар (pisarz grodzki) – водел официалните актови градски книги (księgi grodzkie), съдържащи нареждания на регионалните парламенти, призовки за военна служба (listy przypowiednie), както и частни документи (протестни писма, завещания, харти, грамоти). Книгите на писарите били изключително ценна документация за благородничеството (шляхта), а самата длъжност била доходоносна, тъй като писарите събирали такси за услугите си.[1]
- Бургграф (burgrabia) – отговарял за охраната на замъка, крепостта, града.[1]

### Днешно време
След възстановяването на независимостта на Полша през 1918 г. (до началото на Втората световна война през 1939 г.) и в периода 1944–1950 г. старейшината бил ръководител на областната администрация (област = повят), подчинена на войводата (глава на съвкупоност от няколко области в едно войводство).
След реформата на местното самоуправление, влязла в сила от 1 януари 1999 г., старейшината е ръководител на областния изпълнителен съвет (zarząd powiatu) и на областното староство (starostwo powiatowe) – част от областната администрация. Той се избира от областния съвет (rada powiatu).